# Аналена Тонели
Аналена Тонели е италиански юрист и обществен деец. В продължение на 33 години тя работи в Източна Африка, с фокус върху превенция и лечение на туберкулоза и ХИВ/Спин, кампании за ликвидиране на женското обрязване, специализирани училища за глухи, слепи и деца инвалиди. През юни 2003 г. Тонели е удостоена с наградата „Нансен“ за принос към бежанците, която се връчва ежегодно от ВКБООН за признание за изключителни заслуги за каузата на бежанците. На 5 октомври 2003 г. тя е убита в болница от двама стрелци. Убийството ѝ все още остава неразкрито.

## Биография
Аналена Тонели е родена на 2 април 1943 г. в град Форли, Италия. Тя следва Право и започва да практикува като адвокат след дипломирането си.
След „шест години служба на бедни семейства в крайните квартали, деца сираци, деца с психически или физически увреждания или на малтретирани деца“ в родния си град, през 1969 г., тогава все още 25-годишната Тонели заминава за Африка с подкрепата на Комитета за борба със световния глад във Форли, на който тя помага да започне дейността си.

## Кения

### Уаджир
През 1969 г. Тонели се мести в Кения, където започва работа като учител в уаджирската гимназия. Няколко години по-късно се обучава за медицинска сестра и прекарва повече от десет години в Уаджир, за да се грижи за бездомни и болни.
Вече през 1976 г. Тонели става отговорно лице за пилотния проект на Световната здравна организация (СЗО) пилотен проект за лечение на туберкулоза при номадските народ. Тонели кани номадски пациенти болни от туберкулоза в лагер пред Рехабилитационен център за инвалиди, който тя ръководи с други жени доброволци, присъединили се към нея в помощ на болните от полиомиелит, слепи, глухонеми и инвалиди. Този подход гарантира на пациентите сигурност да преминат необходимия курс на лечение в рамките на шест месеца, и тя е приета от СЗО като кратък курс за непосредствена терапия.
Тонели създава училище за глухи в Уаджир , чиито възпитаници по-късно отиват в други райони на сомалийскоговореща Африка и основават училища. В училището за глухи в Уаджир за първи път е създаден сомалийския жестомимичен език.
През 1984 г. след политическите и междукланови конфликти кенийската армия започва репресивна кампания срещу сомалийския клан Дегодия в района на Уаджир и известен като Уагалийското клане. Предполага се, че Дегодия са „шифти“ или престъпници по пътищата. Кенийската войска събира около 5000 мъже и момчета, завежда ги на уагалийската писта и ги принуждава да лежат по корем голи в рамките на пет дни. Вероятно около 1000 от тях са застреляни, измъчвани или умират от раните си. С помощта на два камиона и Тойота-та си Аналена се опитва да събере телата от вагалийската писта и да излекува ранените, но ѝ е отказано. По-късно тръгва по следите на военните превозни средства, които изхвърлят телата извън уагалийската писта. Някои от тях не са мъртви и тя ги спасява. Тя води със себе си журналист, който да заснеме геноцида. Прекарва снимките нелегално с Барбара Лефков, съпруга на американски дипломат, за да окаже натиск върху международната общност. Публичното разобличаване от Аналена Тонели помага за спирането на убийствата, но не преди хиляди да умрат. Уагалийското клане е най-ужасното нарушение на човешките права в историята на Кения. Тонели е арестувана и изправена пред военен съд, където ѝ е казано, че фактът, че е избягала от два опита за засада, не е гаранция, че ще оцелее трети. Благодарение на устремените протести на Тонели срещу насилието на кенийската войска върху уаджирската общност, кенийските власти отказват да удължат разрешителното ѝ за работа. След това Тонели се мести в Сомалия.

## Сомалия
Първоначално Тонели се установява в южния пристанищен град Мерка, част от италианската сомалийска територия по време на колониалния период. По-късно се мести в Борама в северозападния регион на Аудал, град в бившата британска сомалийска територия. Тонали прекарва следващите 19 години, като работи в Сомалия.
В Борама, Тонели основава болница за туберкулоза върху сграда от колониалния период. Семейството и приятелите ѝ в Италия помагат да финансират болницата, като допринасят с 20 000 долара на месец за поддръжка.
През октомври 2003 г. Тонели е убита в болницата за туберкулоза, която основава, от непознати извършители. Има няколко версии защо е убита. Най-вероятната от тях е, че е убита от група, която се обявява срещу прибирането на пациенти болни от ХИВ/СПИН в Борама. През ноември 2002 г. хиляди протестиращи се събират пред болницата ѝ в Борама, хвърлят камъни и скандират „Смърт за Аналена“. Те смятат, че тя разпространява болестта в града им. Други слухове предполагат, че е убита от неудовлетворен бивш служител, който е смятал, че тя му дължи работа, или че е убита от членове на групировката Ал-Итихаад ал-Исламия.
Две седмици след убийството на Тонели, Дик и Инид Айингтън са убити в апартамента им в SOS училището „Шейкх“ в Шийкх, разположен в северозападния регион Сомалиленд на Сомалия. Убийците най-вероятно принадлежат към една и съща терористична група. Те са арестувани през 2004 г., и осъдени на смърт от местен съд.

## Награди
През юни 2003 Тонели е удостоена с наградата „Нансен“ за принос към каузата на бежанците. Наградата се дава ежегодно от Върховен комисариат за бежанците на ООН като признание за изключителна служба за каузата на бежанците.